# Пауло Коељо
Пауло Коељо (порт. Paulo Coelho; Рио де Жанеиро, 24. август 1947) је бразилски писац.

## Биографија
Рођен је у Рио де Жанеиру 24. августа 1947. године. Водио је изузетно занимљив живот. Дух побуне одредио је његову младост: био је хипик, писао је текстове за песме неколицине чувених бразилских поп звезда, укључујући Елиса Регину и Раула Сеишаса. Кратко после тога запослио се као новинар. Пауло Коељо је проучавао магију и окултизам од своје 25. године. Пошто је пешице прешао пут дуг 830 km на ходочашћу до Сантијага де Компостеле, написао је 1986. године књигу Дневник једног чаробњака (порт. O diário de um mago), која је убрзо постала бестселер у Бразилу.
Након Алхемичара (порт. O Alquimista; 1988), који је његов први светски бестселер, Коељо је објавио још шеснаест књига:
- Брида (порт. Brida) (1990)
- Анђео чувар (порт. As Valkírias) (1992)
- Мактуб (порт. Maktub) (1994)
- На обали реке Пједре седела сам и плакала (порт. Na margem do Rio Piedra eu sentei e chorei) (1994)
- Пета гора (порт. O monte cinco) (1996)
- Приручник за ратника светлости (порт. O manual do guerreiro da luz) (1997)
- Вероника је одлучила да умре (порт. Veronika decide morrer) (1998)
- Ђаво и госпођица Прим (порт. O Demônio e a srta. Prym) (2000)
- Једанаест минута (порт. Onze minutos) (2003)
- Захир (порт. O Zahir) (2005)
- Вештица из Портобела (порт. A bruxa de Portobello) (2006)
- Буди као река која тече (порт. Ser como um rio que flui) (2006)
- Победник је сам (порт. O vencedor esta so) (2008)
- Алеф (2011)
- Рукопис откривен у Акри (порт. Manuscrito encontrado em Accra) (2012)
- Прељуба (порт. Adulterio) (2014)
- Хипи (2018)
- Стрелац (2022)

Десет година су сви романи Паула Коеља заузимали највиша места на листама бестселера широм света. Према француском магазину Лире, рангиран је као други најпродаванији писац света (март 1999). Номинација је заснована на релевантним листама бестселера у великом броју земаља на свим континентима.
У Србији су сва његова дела била на врху листа бестселера и добијала награду Златни бестселер (ТВ Београд и Вечерњих новости) од 1995. до 2002. Осим тога, приликом посете Београду, септембра 1998. уручена му је награда Специјални златни бестселер, као најчитанијем страном писцу у претходној деценији.
Према анкети Би-Би-Сија (2003) роман „Алхемичар“ сврстан је у сто најомиљенијих дела свих времена. Критика је посебно наклоњена његовој поетици, реалистичном и филозофском стилу писања и симболичном језику који се не обраћа нашем разуму, већ нашем срцу.
Поред књига, пише и недељне колумне у многим светским листовима. Оснивач је Института Пауло Коељо, који обезбеђује помоћ најугроженијим слојевима бразилске заједнице, нарочито деци и старима. Поверена му је дужност специјалног саветника Унесковог програма: „Духовно уједињавање и интеркултуролошки дијалог“. Приступио је Управном одбору фондације Шваб за социјална питања. Он је први аутор немуслиманске вероисповести од исламске револуције 1979. који је позван на размену идеја у Иран. Члан је Бразилске академије књижевности од 2002.
Добитник је многобројних признања: Бамби (Немачка 2002), Културни дијалог (додељује Будимпештански клуб, Немачка 2001), Двадесет трећа интернационална награда Италије (2001), Награда Кристално огледало (Пољска 2000), Витез легије части (Француска 2000), Награда Кристал Светског економског форума (1999), Златна медаља Галиције ([панија 1999), Носилац ордена Рио Бранко (Бразил 1998), Златни бестселер (Југославија '95, '96, '97, '98, '99, 2000, 2002), Међународна награда Флајано (Италија 1996), Витез уметности и књижевности (Француска 1996), Награда читатељки часописа Ел (Француска 1995). Пауло Коељо је један од 15 најпопуларнијих писаца на свету. Дела Паула Коеља преведена су на 80 језика, објављена у 150 земаља, и продата у тиражу од укупно 170 милиона примерака. Уврштен је у Гинисову књигу рекорда 2009. године за највећи број превода романа Алхемичар. „Његове књиге имале су пресудан утицај на животе милиона људи.“ - Њујорк Тајмс
- Детаљ из његове биографије као одговор на питање зашто је написао књигу „Вероника је одлучила да умре“:

Током својих тинејџерских година Пауло Коељо је био затворен у менталну болницу у Рио де Жанеиро три пута. Био је стидљив и затворен младић који је очајнички покушавао да постане уметник. Када је задњи пут напустио болницу 1967, Пауло је себи обећао да ће једног дана написати о свом искуству. Вероника је одлучила да умре је резултат тог обећања.
- Одговор Паула Коеља на питање „како видите свој успех“:

На веома апстрактан начин. Прочитао сам међународне новинске чланке, примио сам позивнице за разне догађаје, али као писац нисам био у истој, директној вези као што певач буде са својом публиком. Видим ово као нешто јако позитивно јер ми допушта да имам исти интимни ниво у мом послу као што сам имао кад сам почео своју каријеру. Када пишем књигу, пишем је за себе, покушавајући да одговорим на питања која сам постављао себи током целог свог живота; знам да што сам ближи својој души, ближи ћу бити оном што Јунг назива „светском душом“. Али ја разумијем мој успјех, и покушавам да остварим профит од онога што ја видим као најфасцинантнију ствар у животу: људски контакт. Ово олакшава мој долазак у страну земљу јер већ има људи са истим афинитетом. Никада се нисам осећао као странац и то је нешто јако добро. Штавише то ми даје наду: има много људи тамо негде који покушавају да превазиђу сопствене границе и изграде нешто значајније.